# William Poynter (Bischof)
William Poynter (* 20. Mai 1762 in Petersfield, Hampshire; † 26. November 1827 in London) war ein englischer katholischer Bischof und Apostolischer Vikar in London.

## Leben
Poynter wurde am Päpstlichen Englischen Kolleg in Douai ausgebildet und im Jahr 1786 zum Priester geweiht. Er wirkte als Professor und später als Studienpräfekt, bis das Kolleg in der Französischen Revolution aufgelöst wurde.
Nach 18 Monaten Haft wurden die Bewohner des Kollegs freigelassen und gingen im März 1795 nach England. Poynter ging mit seinen Studenten an die Old Hall in Ware (Hertfordshire, Südengland), wo er eine führende Rolle bei der Gründung des St Edmund’s College einnahm. Zunächst war er Vizepräsident und von 1801 bis 1813 Präsident. 
Am 6. März 1803 wurde er aufgrund einer unheilbaren Erkrankung des amtierenden Apostolischen Vikars des London Districts, John Douglass, zum Titularbischof von Alia und Koadjutor, des Apostolischen Vikars des London District, ernannt. Douglass weihte ihn am 29. Mai 1803 im St. Edmunds College unter Assistenz von William Gibson OSB, Apostolischer Vikar des Northern District, und William Gregory Sharrock OSB, Apostolischer Vikar des Western District, zum Bischof.
Seine Position wurde vom Apostolischen Vikar des Midlands District, John Milner, angegriffen. 
Während seines Episkopats besuchte Poynter 1814, 1815, 1817 und 1822 Paris, um das Eigentum des Kollegs in Douai, welches in der Französischen Revolution beschlagnahmt wurde, zurückzufordern. Er erhielt dabei die Unterstützung von dem Duke of Wellington, dem Lord Castlereagh und den, für diesen Zweck berufenen, britischen Kommissaren.
Im Namen der Bischöfe erhielt er schließlich das Kolleg und £30.000 zurück. Die Hauptforderungen über £120.000 wurden aber nicht erfüllt.

## Veröffentlichungen
Seine Hauptwerke sind:
- Theological Examinations of Columbanus (London, 1811)
- Epistola Apologetica, tr. by Butler (London, 1820), erschienen in Butler, „Hist. Mem.“, 3rd edition;
- Prayerbook for Catholic Sailors and Soldiers (London, 1858)
- Evidences of Christianity (London, 1827)
- New Year's Gift in Directories (1813–28), u. a. zahlreiche Flugschriften